# ایستگاه کیسی فوناباشی
ایستگاه کیسی فوناباشی (به لاتین: Keisei Funabashi Station) یک ایستگاه قطار در ژاپن است که در فوناباشی، چیبا واقع شده‌است.